# Південна Добруджа

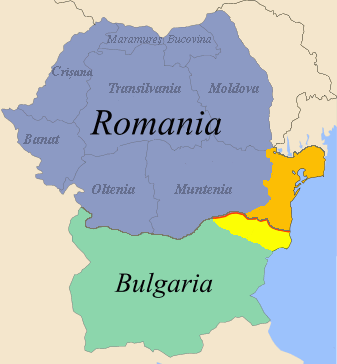
Мапа Румунії та Болгарії, Південна Добруджа або Силістра позначені жовтим

Південна Добруджа (болг. Южна Добруджа, рум. Dobrogea de sud або Cadrilater) — область, на північному сході Болгарії у складі адміністративних областей: Добрицької й Силістринської. Має площу 7565 км ², населення 358,000 осіб.

## Історія
У 1910, з 282,007 мешканців Південної Добруджі, 134,355 (47,6%) були болгари, 106,568 (37,8%) турки, 12,192 (4,3%) цигани, 11,718 (4,1%) татари і 6,484 (2,4%) румуни.
Південна Добруджа була частиною автономного Болгарського князівства з часу визволення Болгарії від Османської імперії в 1878, до Балканських війн. Після поразки Болгарії в Другій балканській війні, область була включена до складу Румунії у 1913, згідно з Бухарестським мирним договором.
У 1914, Румунія зажадала від усіх землевласників, здати одну третину землі державі і отримати грошовий еквівалент його вартості. Це було схоже на аграрну реформу в Румунії, яка відбулася минулого століття, в якому поміщики змушені була відмовитися від двох третин своєї землі, яка була потім передана селянам У Південній Добруджі, багато хто з селян, який отримав цю землю були поселенцями, у тому числі десятки тисяч аромун з Болгарії, Північної Македонії та Греції, а також румун з Валахії, що призвело до зміни національного складу.
7 вересня 1940, Південна Добруджа була повернена Болгарії згідно з Крайовським мирним договором. Згідно з договором було проведено обмін населенням: близько 110,000 румунів (майже 95% з яких оселилися там після 1913) були змушені залишити Південну Добруджу, тоді як 77,000 болгар були змушені залишити Північну Добруджу. Лише кілька сотень румунів і аромунів залишаються в регіоні наразі.